# Shorttrack-Weltmeisterschaften 2020
Die Shorttrack-Weltmeisterschaften 2020 sollten vom 13. bis 15. März im Mokdong Ice Rink in der südkoreanischen Hauptstadt Seoul stattfinden. Wegen der Corona-Pandemie sagten die Organisatoren die Weltmeisterschaft Ende Februar 2020 ab.

## Zeitplan (Finale)
Folgender Zeitplan war ursprünglich geplant:
| Datum             | Disziplinen Männer             | Disziplinen Frauen             |
| ----------------- | ------------------------------ | ------------------------------ |
| Freitag, 13. März | Qualifikation                  | Qualifikation                  |
| Samstag, 13. März | 500 m, 1500 m                  | 500 m, 1500 m                  |
| Sonntag, 13. März | 1000 m, 3000 m, 5000 m Staffel | 1000 m, 3000 m, 3000 m Staffel |